# Världsmästerskapen i orientering 2018
Världsmästerskapen i orientering 2018 avgjordes under perioden 4–11 augusti 2018 i Lettland.
Sprintdistanserna avgjordes i Riga och skogsdistanserna i Sigulda.

## Program
4 augusti
- Sprintkvalificeringar, kl 9–11:30 (obs! alla tider är lokala = UTC+2)
- Sprintfinaler, kl 15–17

5 augusti
- Sprintstafetter, kl 17–18:30

7 augusti
- Medeldistans

9 augusti
- Stafetter, kl 14–18

11 augusti
- Långdistans, kl 12–18

## Medaljliga
| Antal medaljer efter land | Antal medaljer efter land | Antal medaljer efter land | Antal medaljer efter land | Antal medaljer efter land | Antal medaljer efter land |
| Placering                 | Land                      | Guld                      | Silver                    | Brons                     | Summa                     |
| ------------------------- | ------------------------- | ------------------------- | ------------------------- | ------------------------- | ------------------------- |
|                           | Norge                     | 3                         | -                         | -                         | 3                         |
|                           | Schweiz                   | 2                         | 3                         | 5                         | 10                        |
|                           | Sverige                   | 2                         | 2                         | -                         | 4                         |
| 4.                        | Danmark                   | 1                         | 1                         | 1                         | 3                         |
| 5.                        | Ryssland                  | 1                         | -                         | 1                         | 2                         |
| 6.                        | Nya Zeeland               | -                         | 1                         | -                         | 1                         |
| 6.                        | Finland                   | -                         | 1                         | -                         | 1                         |
| 6.                        | Ukraina                   | -                         | 1                         | -                         | 1                         |
| 9.                        | Frankrike                 | -                         | -                         | 2                         | 2                         |

## Medaljörer

### Herrar

#### Långdistans[3]
1. Olav Lundanes  Norge 1.37.43
2. Ruslan Glibov  Ukraina 1.40.20
3. Fabian Hertner  Schweiz 1.40.47

#### Medeldistans[4]
1. Eskil Kinneberg  Norge 32.59
2. Daniel Hubmann  Schweiz 33.05
3. Florian Howald  Schweiz 33.13

#### Sprint[5]
1. Daniel Hubmann  Schweiz 14.05,9
2. Tim Robertson  Nya Zeeland 14.07,0
3. Andreas Kyburz  Schweiz 14.26,0

#### Stafett[6]
1. Norge (Gaute Hallan Steiwer, Eskil Kinneberg, Magne Dæhli) 1.47.26
2. Schweiz (Florian Howald, Daniel Hubmann, Matthias Kyburz) 1.47:30
3. Frankrike (Nicolas Rio, Lucas Basset, Frédéric Tranchand) 1.47.36

### Damer

#### Långdistans[7]
1. Tove Alexandersson  Sverige 1.14.04
2. Maja Alm  Danmark 1.15.31
3. Sabine Hauswirth  Schweiz 1.16.30

#### Medeldistans[8]
1. Natalia Gemperle  Ryssland 32.02
2. Marika Teini  Finland 33.32
3. Isia Basset  Frankrike 33.56

#### Sprint[9]
1. Maja Alm  Danmark 13.43,1
2. Tove Alexandersson  Sverige 14.00,0
3. Judith Wyder  Schweiz 14.10,3

#### Stafett[10]
1. Schweiz (Elena Roos, Julia Jakob, Judith Wyder) 1.45.03
2. Sverige (Helena Bergman, Karolin Ohlsson, Tove Alexandersson) 1.45.18
3. Ryssland (Anastasia Rudnaya, Tatyana Riabkina, Natalia Gemperle) 1.47.20

### Mixed

#### Sprintstafett[11]
1. Sverige (Tove Alexandersson, Emil Svensk, Jonas Leandersson, Karolin Ohlsson) 0.58,27
2. Schweiz (Elena Roos, Florian Howald, Fabian Hertner, Judith Wyder) 0.58,58
3. Danmark (Amanda Falck Weber, Tue Lassen, Jakob Edsen, Maja Alm) 0.59,14